# Alexander Sitkovetsky
Alexander Sitkovetsky (1983) is een Russisch-Britse violist.

## Biografie
Sitkovetsky werd geboren in Moskou, in een muzikaal gezin. Zijn vader is gitarist en componist Alexander Sitkovetsky, van de Russische rockgroep Autograph. Zijn moeder Olga Sitkovetsky is pianist en zijn oom is violist Dmitry Sitkovetsky. Grootvader Yulian Sitkovetsky werd in 1955 tweede in de Koningin Elisabethwedstrijd. Diens vrouw was de pianiste Bella Davidovich. De beroemde violist en dirigent Yehudi Menuhin kende de familie Sitkovetsky goed. Hij logeerde in Moskou toen Alexander zeven jaar oud was en hoorde hem viool spelen. Hij nodigde de knaap en diens moeder uit om naar Engeland te komen. Moeder Olga ging vervolgens pianoles geven aan de Yehudi Menuhin School in Surrey, waar Alexander vanaf z'n achtste les kreeg van Natalia Boyarsky en Hu Kun. Toen hij afstudeerde, besloot hij om in Engeland te blijven. Mehunin bleef zijn mentor. De twee gaven samen concerten vanaf z'n negende levensjaar. In 1991 speelden ze werk van Bach in Frankrijk en in Brussel en ze speelden voor Prins Charles en Lady Diana in St. James's Palace. Toen hij elf jaar oud was, ontmoette hij in de Menuhin School violiste Julia Fischer, waarmee hij nog vaak zou samenwerken.
Later volgde hij nog masterclasses bij Mauricio Fuks, György Pauk, Maya Glezarova, Zvi Zeitlin, Abram Stern, Oleksandr Semchuk en Maxim Vengerov. In Wenen studeerde hij bij Pavel Vernikov.
Sitkovetsky speelde met het Yomiuri Nippon Symphony Orchestra, Royal Philharmonic Orchestra, Münchener Kammerorchester, Konzerthausorchester Berlin, Royal Northern Sinfonia, BBC Scottish Symphony Orchestra, Sinfonietta Rīga, Litouws Nationaal Symfonieorkest, Nederlands Philharmonisch Orkest, Tokyo Symphony Orchestra, European Union Chamber Orchestra, Hallé Orchestra, Academy of St. Martin in the Fields, Moscow Symphony Orchestra, Sint-Petersburgs Filharmonisch Orkest, Orquesta Filarmónica de Bolivia, Pools Nationaal Radio-Symfonieorkest, Academisch Symfonieorkest van de Russische Federatie, Residentie Orkest, Aarhus Symfoniorkester, Welsh National Opera Orchestra, BBC National Orchestra of Wales, London Philharmonic Orchestra, Novosibirsk Symfonieorkest, Philharmonia Orchestra, Arctic Philharmonic Chamber Orchestra, de Anhaltische Philharmonie van Dessau, Australian Chamber Orchestra, Det Norske Kammerorkester, Amsterdam Sinfonietta, London Mozart Players, Litauisches Kammerorchester, New York Chamber Players, Camerata Zurich, Arctic Philharmonic, Brussels Philharmonic en het Tonkünstler Orchester. Hij werkte hiervoor samen met dirigenten zoals Sir Mark Elder, Yakov Kreizberg, Dmitry Sitkovetsky, Denis Russell Davies, Andrew Sewell, Alexander Dmitriev, Mark Soustrot, Michel Tabachnik en Joseph Swensen.
Alexander Sitkovetsky is geregeld te gast op BBC Radio 3.

## Kamermuziek
In 2007 richtte hij het Sitkovetsky Trio op, met pianiste Wu Qian en cellist Leonard Elschenbroich, medestudenten van de Menuhin school. Wu Qian is een vast lid van het trio, maar doorheen de jaren werkten ze met verschillende cellisten. Tijdens hun tournee in 2017, toen ze onder andere optraden in deSingel in Antwerpen, werd Danjulo Ishizaka vervangen door Philip Higham. Sinds 2018 is Isang Enders hun vaste cellist. Het trio won verschillende prijzen, waaronder de Mecklenburg-Vorpommern Kammermusik-prijs. Het trio trad op in het Verenigd Koninkrijk, Europa en Azië.
Sinds 2011 is hij lid van het Julia Fischer Quartett, met verder altviolist Nils Mönkemeyer en cellist Benjamin Nyffenegger. Het viertal had al verschillende keren samen gespeeld en dat beviel hen zo goed dat ze een samenwerkingsverband aangingen. Het strijkerskwartet concerteerde reeds in Leipzig, Londen, Luxemburg, München, Zürich, Baden-Baden en deSingel in Antwerpen.
Daarnaast speelt hij geregeld met kamermuzikanten zoals Janine Jansen, Maxim Rysanov, Alexander Chaushian, Misha Maisky, Natalie Clein, Eric Le Sage, Polina Leschenko, Julian Rachlin, Boris Brovtsyn, het Razumovsky Ensemble, Ensemble RARO en Ensemble Raro-SoNoRo.

## Onderscheidingen
- De eerste prijs op de Trio di Trieste Duo wedstrijd 2011, samen met pianiste Wu Qian.[20]
- ICMA Special Achievement Award 2015 voor zijn opname van "Violin Concerto", dat de Poolse componist Andrzej Panufniks schreef op vraag van Menuhin.[21]
- Lincoln Center Emerging Artist Award 2016, ook samen met pianiste Wu Qian.[22]